# الترشيح المصري اليوناني السعودي لكأس العالم 2030
الترشيح المصري اليوناني السعودي لاستضافة كأس العالم 2030 هو محاولة مشتركة لاستضافة كأس العالم 2030 من قبل مصر واليونان والمملكة العربية السعودية. ومن المتوقع أن تقود السعودية هذا الجهد، وفي حال نجاح ذلك، فستكون كأس العالم هذه هي الأولى التي تستضيفها ثلاث قارات: إفريقيا وأوروبا وآسيا.

## خلفية
خلال السنوات الأخيرة طورت الدول الثلاث علاقات سياسية واقتصادية وعسكرية قوية. قد يكون العرض تتويجًا للتحالف بين الدول الثلاث ومن المتوقع الإعلان عنه رسميًا قبل أسابيع قليلة من انطلاق مونديال قطر 2022. تشترك الدول الثلاث في حدود بحرية واسعة: مصر مع اليونان ومصر مع المملكة العربية السعودية.

## الأماكن المحتملة
بالنسبة لكأس العالم لكرة القدم 2026، تم التأكيد على أن الملاعب يجب أن تتسع لما لا يقل عن 40 ألفًا لمباريات دور المجموعات ومباريات الدور الثاني، و 40 ألفًا لربع النهائي و 60 ألفًا لنصف النهائي وما لا يقل عن 80 ألفًا للمباراة الافتتاحية والنهائية. فيما لم يتم الإعلان عن قواعد عام 2030.

### مصر
| العاصمة الإدارية الجديدة                                                             | العاصمة الإدارية الجديدة        | القاهرة                    | الإسكندرية     |
| ------------------------------------------------------------------------------------ | ------------------------------- | -------------------------- | -------------- |
| استاد العاصمة الادارية الجديدة (قيد الإنشاء)                                         | استاد العاصمة الدولية (مخطط له) | استاد القاهرة الدولي       | ستاد برج العرب |
| السعة: 93440                                                                         | السعة: 84000                    | السعة: 75000               | السعة: 86000   |
|                                                                                      |                                 |                            |                |
| الأسكندرية القاهرة العاصمة الإدارية الجديدة بورسعيد الإسماعيلية السويس المدن المصرية |                                 |                            |                |
| السويس                                                                               | الإسماعيلية                     | بورسعيد                    |                |
| ملعب الجيش المصري                                                                    | استاد قناة السويس               | استاد بورسعيد الجديد       |                |
| السعة: 45000                                                                         | السعة: 35000                    | السعة: 35000 (قيد الإنشاء) |                |
|                                                                                      |                                 |                            |                |

### اليونان
| أثينا                         | سالونيك                |
| ----------------------------- | ---------------------- |
| الاستاد الاوليمبى             | ملعب تومبا الجديد      |
| السعة: 75000                  | السعة: 41926 (مخطط له) |
|                               |                        |
| أثينا سالونيك المدن اليونانية |                        |
| أثينا                         |                        |
| ساحة فوتانيكوس                | ملعب آيا صوفيا         |
| السعة: 40000 (مخطط له)        | السعة: 32500           |
|                               |                        |

### المملكة العربية السعودية
| الرياض                              | الرياض                      | الدمام                        |
| ----------------------------------- | --------------------------- | ----------------------------- |
| استاد الملك فهد الدولي              | ملعب القدية (مخطط له)       | استاد الدمام الجديد (مخطط له) |
| السعة: 68752 سيتم توسيعها إلى 80000 | السعة: 40000                | السعة: 40000                  |
|                                     |                             |                               |
| جدة الرياض الدمام المدن السعودية    |                             |                               |
| جدة                                 |                             |                               |
| ملعب مدينة الملك عبدالله الرياضية   | استاد الأمير عبدالله الفيصل |                               |
| السعة: 62345                        | السعة: 40000                |                               |
|                                     |                             |                               |

### أماكن أخرى محتملة
- ملعب دمنهور (دمنهور) - 60 000
- 30 ملعب 30 يونيو (القاهرة) - 30 000
- ستاد السلام (القاهرة) - 30 000
- استاد الإسماعيلية (الإسماعيلية) - 30 000
- ملعب السويس (السويس) - 27 000
- ستاد الإسكندرية (الإسكندرية) - 20 000
- ملعب كارايسكاكيس (بيرايوس) - 32 115
- ملعب كافتانزوغليو (سالونيك) - 27 770
- ملعب بانكريتيو (هيراكليون) - 26 240
- ملعب بامبيلوبونيسياكو (باتراس) - 23 588
- لعب كليانثيس فيكيليديس (سالونيك) - 22800
- ملعب بانثيساليكو (فولوس) - 22700